# Астролатрия
Астролатрия (от др.-греч. ἄστρον, astron — звезда и λατρεία, latreia — поклонение) — в культуре народов древности поклонение небесным светилам (звёздам, и прежде всего Солнцу, планетам и Луне, кометам и пр.). Предтеча астрологии и синоним звездопоклонства — религиозного культа звёзд. Одним из выражений астролатрии являлся сабеизм, чьё название принято наукой, как основанное на смешении религии сабеев с религией сабиев.
Астролатрия была особенно распространена в Ассирии и Вавилоне, где главным предметом поклонения и обоготворения являлись планеты. Эти холодные астры почитали за существа одухотворенные, обладавшие как волей и разумом, так и могущественным, аналогичным воздействию Солнца и Луны, влиянием на земную жизнь.